# Мичел (Небраска)
Мичел (енгл. Mitchell) град је у америчкој савезној држави Небраска.

## Демографија
По попису из 2010. године број становника је 1.702, што је 129 (-7,0%) становника мање него 2000. године.
| Група             | 2000.         | 2010.         |
| Белци             | 1.397 (76,3%) | 1.281 (75,3%) |
| Афроамериканци    | 2 (0,1%)      | 4 (0,2%)      |
| Азијати           | 12 (0,7%)     | 7 (0,4%)      |
| Хиспаноамериканци | 404 (22,1%)   | 393 (23,1%)   |
| Укупно            | 1.831         | 1.702         |